# 安廷耀
安廷耀（AN Ting-Yao，1997年8月26日—）為台灣男子游泳運動員。安廷耀在國中以及高中時期表現平平，2015年6月，他獲中華民國游泳協會邀請以陪練員身分進入國家游泳中心，此之後他的成績有所提高。

## 簡歷
2018年亞洲運動會參加100公尺和200公尺自由式預賽分別以50.46和1:52.38排第17和16名無緣決賽，4×100公尺自由式接力決賽和黃硯歆、林建良、王郁濂以3:19.02打破全國紀錄排名第5，4×200公尺自由式接力決賽和黃硯歆、王星皓、王郁濂以7:24.48排名第5，4×100公尺混合式接力決賽和莊沐倫、李炫諺、朱宸平以3:41.52排名第8。

## 外部連結
- 安廷耀在FINA（英语）